# 塚田悠衣
塚田 悠衣（つかだ ゆい、6月5日 - ）は、日本の女性声優。京都府出身。アイムエンタープライズ所属。

## 経歴
2014年、第三回「声優魂」京都大会である「声優魂in京まふ」にて京まふ特別賞を受賞し、京都市交通局の地下鉄・市バス応援プロジェクト「地下鉄に乗るっ」の松賀咲役として活動を開始。2018年の任期終了まで、アニメーション作品や各種イベントに出演した。その後、日本ナレーション演技研究所を経てアイムエンタープライズ所属となった。
2025年、劇場アニメ『KILLTUBE』で初主演となる武蔵役を務めることが発表された。

## 人物
- 趣味は音楽、美術鑑賞などで、特技に歌唱、関西弁などをあげている[1]。
- TOEICのIPテストではスコア740点を取っている[1]。普通自動車免許を持っている[1]。

## 出演
太字はメインキャラクター。

### テレビアニメ
2022年
- 邪神ちゃんドロップキックX（トリカブト）
- 最近雇ったメイドが怪しい（野良猫、生徒B、クラスメイトB）

2023年
- 転生王女と天才令嬢の魔法革命（アルガルド〈幼少期〉）
- アンデッドアンラック（友達）
- ノケモノたちの夜（子供たち）
- ホリミヤ -piece-（女子生徒B）
- 新しい上司はど天然（子ども）

2024年
- 異修羅（メイジ市民、メイジ市兵）
- 真の仲間じゃないと勇者のパーティーを追い出されたので、辺境でスローライフすることにしました2nd（街の子供、子供3）
- WIND BREAKER（2024年 - 2025年） - 2シリーズ
- 花野井くんと恋の病（クラスメイト）
- SHY 東京奪還編
- 逃げ上手の若君
- 村井の恋（園児）
- 魔王2099（通行人C）

2025年
- グリザイア:ファントムトリガー（初等部学生C）
- 沖縄で好きになった子が方言すぎてツラすぎる（やよい、クラスメイト）
- どうせ、恋してしまうんだ。（柏木海）
- わたしの幸せな結婚
- ハニーレモンソーダ（女子生徒）
- SAKAMOTO DAYS（子供）
- しまじろうのわお!（ウーリー）
- ウィッチウォッチ（風祭監志〈幼少期〉）
- Summer Pockets
- 男女の友情は成立する?（いや、しないっ!!）（男の子B）
- ブサメンガチファイター（伶亜）
- 帝乃三姉妹は案外、チョロい。（一輝の先輩）
- 光が死んだ夏（ロン）

### 劇場アニメ
- きみの色（2024年、女子生徒達）
- KILLTUBE（時期未発表、武蔵[2]）

### Webアニメ
- 地下鉄に乗るっ（2014年 - 2018年、松賀咲〈デビュー前〉）

### ゲーム
2021年
- AFKアリーナ（ミサカ、タリ、ソニア、カレン）
- ガールズ X バトル2（ディアンヌ）
- 逆転オセロニア（雨桐）

2023年
- 幻日のヨハネ -BLAZE in the DEEPBLUE-
- Dislyte〜神世代ネオンシティ〜（ガブリエル、メレディス）
- けものフレンズ3（タスマニアタイガー）

2024年
- ウマ娘 プリティーダービー（トランセンド）
- 九魂の久遠（ナヴィエ）
- カルドアンシェル（ナヴィエ）

### 吹き替え

#### 映画
- スイッチング・プリンセス3: 思いがけないスイッチ!

#### ドラマ
- スイート・マグノリアス（ウィロー）
- ヒエラルキー（ハン・ジス）
- プリティ・フリーキン・スケアリー（カーソン）
- ロック&キー

#### アニメ
- ストレンジ・プラネット
- やらなきゃ! ヘイリー（ベッカー）

### ボイスコミック
- メンタル強め美女白川さん（2022年、梅本カンナ[7]）
- みーくんと5回のおねがい（2022年、古崎奏太<幼少期>[8]）
- 幸せな怪物（2022年、マリー[9]）
- タタラシドー（2022年、山中理奈[10]）
- APPLE（2022年、グリム・スチュワート[11]）
- 根室くんは顔がいい！（2023年、鷹村千夏[12]）

### BLCD
- 秘め婿（2022年、ヤマト〈幼少期〉）

### インターネット配信
- 亜咲花・塚田悠衣 YOUR LOVE（2025年 - 、ニコニコチャンネル・YouTube）[13]

## ディスコグラフィ

### キャラクターソング
| 発売日         | 商品名                                    | 歌 | 楽曲               | 備考                                      |
| -------------- | ----------------------------------------- | --- | ------------------ | ----------------------------------------- |
| 2024年10月16日 | ウマ娘 プリティーダービー WINNING LIVE 22 | スマートファルコン（大和田仁美）、ナカヤマフェスタ（下地紫野）、メジロパーマー（のぐちゆり）、ダイタクヘリオス（山根綺）、トランセンド（塚田悠衣）、ダンツフレーム（福嶋晴菜）、ジャングルポケット（藤本侑里）、コパノリッキー（稲垣好）、ホッコータルマエ（菊池紗矢香）、ワンダーアキュート（須藤叶希）、ラインクラフト（小島菜々恵）、ジェンティルドンナ（芹澤優）、ドリームジャーニー（吉岡茉祐）、カルストンライトオ（望月ゆみこ)                                                                                   | 「UMA Summer」     | ゲーム『ウマ娘 プリティーダービー』関連曲 |
| 2024年10月16日 | ウマ娘 プリティーダービー WINNING LIVE 22 | スマートファルコン（大和田仁美）、ナカヤマフェスタ（下地紫野）、メジロパーマー（のぐちゆり）、ダイタクヘリオス（山根綺）、トランセンド（塚田悠衣）、ヴィルシーナ（奥野香耶）、ヴィブロス（伊藤彩沙）、ダンツフレーム（福嶋晴菜）、ジャングルポケット（藤本侑里）、コパノリッキー（稲垣好）、ホッコータルマエ（菊池紗矢香）、ワンダーアキュート（須藤叶希）、ラインクラフト（小島菜々恵）、ジェンティルドンナ（芹澤優）、ウインバリアシオン（月城日花）、ドリームジャーニー（吉岡茉祐）、カルストンライトオ（望月ゆみこ) | 「うまぴょい伝説」 | ゲーム『ウマ娘 プリティーダービー』関連曲 |
| 2024年12月11日 | ウマ娘 プリティーダービー WINNING LIVE 23 | トランセンド（塚田悠衣） | 「ZOKZOK」         | ゲーム『ウマ娘 プリティーダービー』関連曲 |
| 2024年12月11日 | ウマ娘 プリティーダービー WINNING LIVE 23 | ビワハヤヒデ（近藤唯）、エアシャカール（津田美波）、ナリタタイシン（渡部恵子）、フリオーソ（西連寺亜希）、トランセンド（塚田悠衣）、エスポワールシチー（亜咲花）、シンボリクリスエス（春川芽生）、タニノギムレット（松岡美里） | 「うまぴょい伝説」 | ゲーム『ウマ娘 プリティーダービー』関連曲 |

### シリーズ一覧
1. ↑  Season 1（2024年）、Season 2（2025年）

### 初出話一覧
1. 1 2 3 4 5  第7話初出
2. 1 2  第8話初出
3. 1 2  第12話初出
4. 1 2 3 4  第6話初出
5. ↑  第23話初出
6. ↑  第18話初出
7. ↑  第1話初出
8. ↑  第3話初出
9. 1 2  第9話初出
10. ↑  第20話初出
11. 1 2  第10話初出
12. 1 2  第4話初出